# براونزویل - باکومویل (لوئیزیانا)
براونزویل (به انگلیسی: Brownsville) شهری در ایالت لوئیزیانا کشور ایالات متحده آمریکا است که جمعیت آن در سرشماری سال ۲۰۱۰ میلادی، ۴٬۳۱۷ نفر بوده‌است.